# Agustín Cosso
Agustín Remigio Cosso (ur. 10 września 1909 w Junín, zm. w czerwcu 1976 tamże) – argentyński piłkarz, grający podczas kariery na pozycji napastnika.

## Kariera klubowa
Agustín Cosso piłkarską karierę rozpoczął w CA Vélez Sarsfield. W 1935 strzelając 33 bramki był królem strzelców ligi argentyńskiej. W latach 1937–1938 występował w brazylijskim CR Flamengo. W 1938 powrócił do Argentyny, gdzie został zawodnikiem San Lorenzo. W latach 1940–1941 występował w CA Banfield. Po krótkim epizodzie w urugwajskim Centralu Montevideo w 1941 powrócił do drugoligowego wówczas Vélez Sársfield.

## Kariera reprezentacyjna
W reprezentacji Argentyny Cosso występował w latach 1935-1938. W 1935 Cosso uczestniczył w Mistrzostwach Ameryki Południowej, na których Argentyna zajęła drugie miejsce. Na turnieju w Peru był rezerwowym i nie wystąpił w żadnym meczu.
W reprezentacji zadebiutował 20 listopada 1936 w przegranym 1-2 meczu w Copa Hector Gomez z Urugwajem. Drugi i ostatni raz w reprezentacji wystąpił 12 października 1938 w wygranym 3-2 meczu w Copa Hector Gomez z Urugwajem, w którym zdobył bramkę.
| Mecze i gole w reprezentacji | Mecze i gole w reprezentacji | Mecze i gole w reprezentacji | Mecze i gole w reprezentacji | Mecze i gole w reprezentacji | Mecze i gole w reprezentacji | Mecze i gole w reprezentacji |
| #                            | Data                         | Miasto                       | Przeciwnik                   | Gol                          | Wynik                        | Rozgrywki                    |
| ---------------------------- | ---------------------------- | ---------------------------- | ---------------------------- | ---------------------------- | ---------------------------- | ---------------------------- |
| 1.                           | 20.11.1936                   | Montevideo                   | Urugwaj                      |                              | 1:2                          | Copa Hector Gomez            |
| 2.                           | 12.10.1938                   | Montevideo                   | Urugwaj                      | Gol                          | 3:2                          | Copa Hector Gomez            |